# Linha ferroviária Baikal-Amur

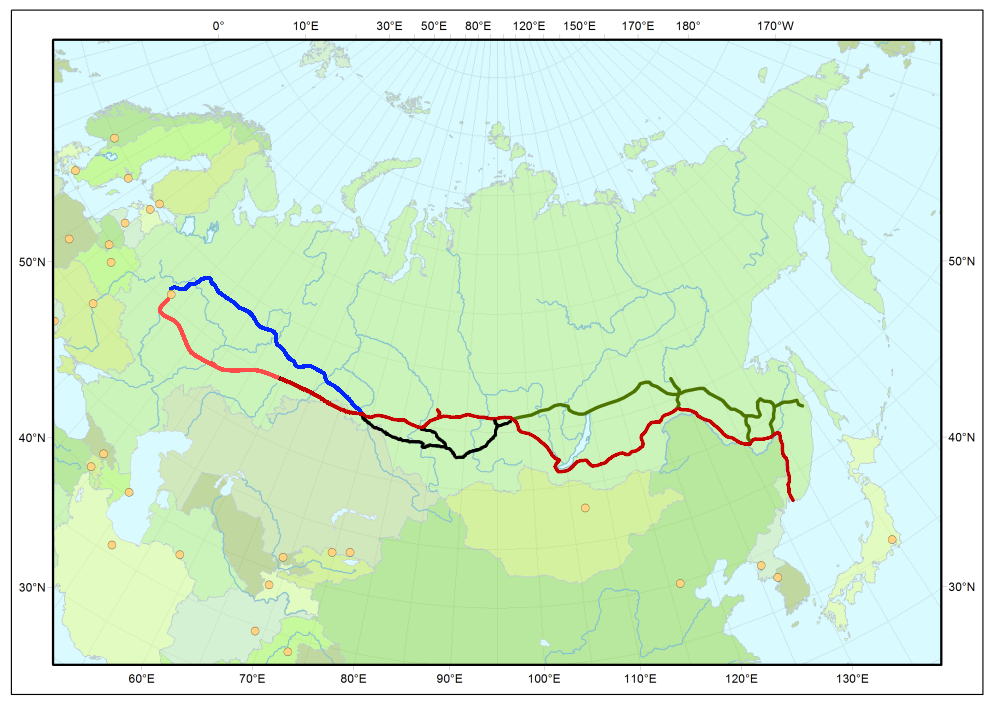
A linha Baikal Amur Magistral (BAM), em verde; o Transiberiano, em vermelho.

A linha ferroviária Baikal-Amur (em russo:  Байкало-Амурская магистраль; Baïkalo-Amourskaïa maguistral, também conhecida pelas suas iniciais BAM) é uma linha ferroviária na Rússia, que atravessa a Sibéria Oriental e o Extremo Oriente Russo, ligando o lago Baikal ao rio Amur. A linha BAM tem um comprimento de 4234 km e está situada a cerca de 600-700 km a nordeste do Transiberiano já que foi construída como rota estratégica alternativa, já que o Transiberiano é considerado especialmente vulnerável devido à proximidade à fronteira China-Rússia. Os custos da linha BAM estimam-se em 14000 milhões de dólares e foi desenvolvida usando carris especiais e duráveis já que a maioria do percurso se encontra sobre o solo gelado (permafrost). 

## Percurso

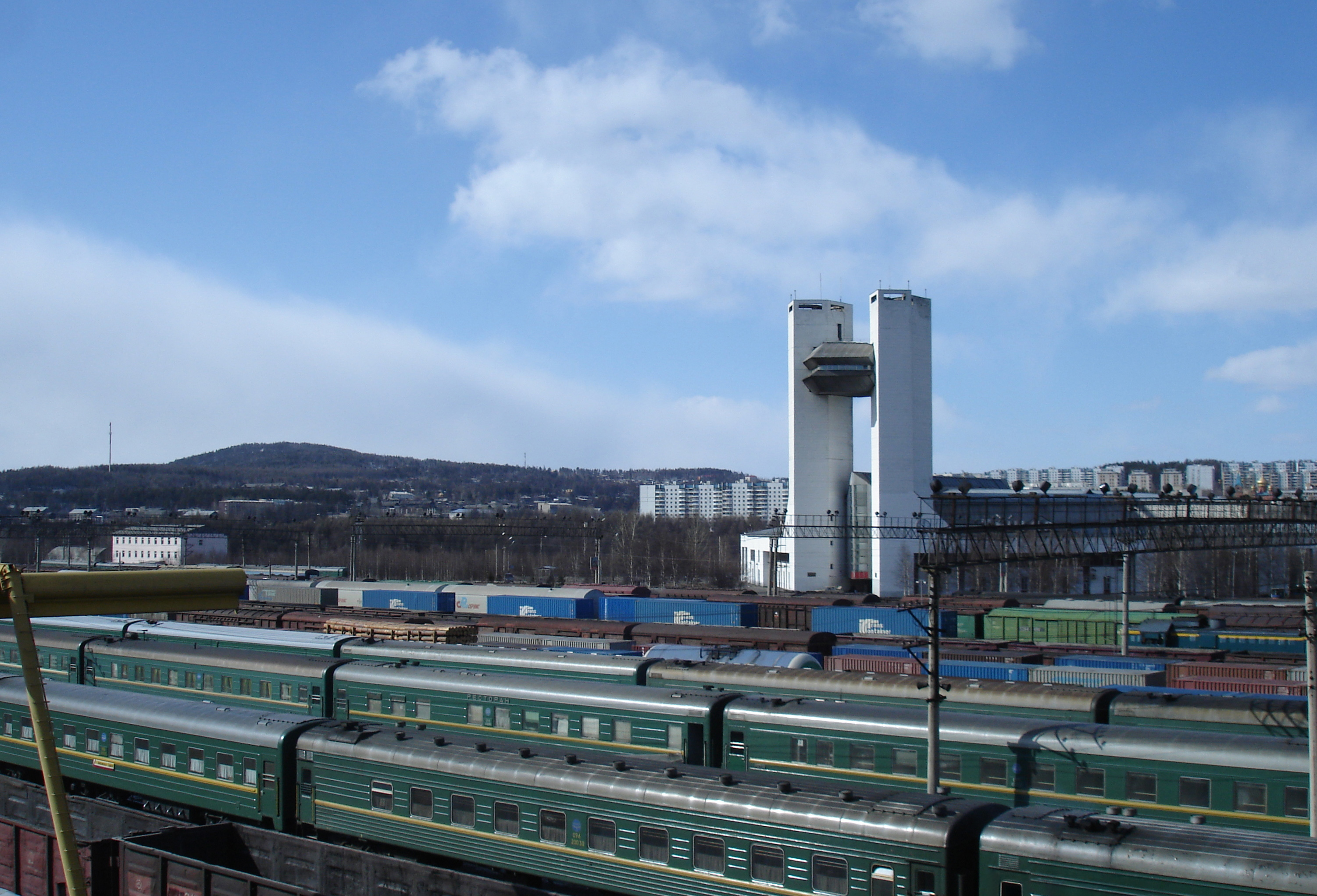
Tynda, a "capital" da linha BAM

A linha BAM afasta-se da linha transiberiana em Taishet e em seguida atravessa o rio Angara em Bratsk e o rio Lena em Ust-Kut. Depois segue por Severobaikalsk, no extremo norte do lago Baikal, Tynda e Khani, cruza o rio Amur em Komsomolsk-na-Amure e finalmente chega ao oceano Pacífico em Sovetskaya Gavan. Há 21 túneis ao longo da linha, com um comprimento total de 47 km. Também há mais de 4200 pontes, com um comprimento total de mais de 4000 km.
De toda a rota, só o setor ocidental Taishet-Taksimo de 1469 km está eletrificado. O percurso é de via única em grande parte, embora a reserva seja suficientemente ampla para dobrar a linha em toda a sua extensão. 
Em Tynda a rota é atravessada pela linha principal Amur-Yakutsk, que corre na direção norte desde Neryungri e Tommot, com extensão para Yakutsk em construção. O troço original da AYaM que liga ao Transiberiano em Bamovskaya com o BAM em Tynda também é conhecido como a «Pequena BAM».

## História
As primeiras secções da linha "Baikal-Amur Magistral" foram construídas por presos dos gulag soviéticos. O trecho de Taïchet a Bratsk foi construido em 1930, para o qual foram mobilizados 180 000 reclusos tendo havido 10 000 mortos. Uma parte da rota oriental foi trabalho dos prisioneiros dos gulag durante os anos 1944-46. 
No entanto, a maioria da linha BAM foi construida entre 1972 e 1984 e mobilizou recursos humanos e financeiros recorde à época- Com o intuito de suscitar o entusiasmo dos jovens e atraí-los a essas terras de clima severo, foram inseridos ativamente os recrutadores do Komsomol e chamou-se ao projeto «a grande obra pan-soviética». Devido à paralisação económica («zastoï») da agonizante União Soviética, o projeto foi um verdadeiro abismo financeiro.